# Cleora flavipleta
Cleora flavipleta là một loài bướm đêm trong họ Geometridae.